# Halász József (eszperantista)
Halász József (Sátoraljaújhely, 1942. május 3.) eszperantista, okleveles mérnök. A Vasutas Eszperantisták Miskolci Egyesületének elnöke. Magyar és eszperantó nyelven publikál.

## Életútja
Szülővárosában a Kossuth Lajos Gimnáziumban érettségizett 1960-ban. Az Építőipari és Közlekedési Műszaki Egyetem Mérnök karának hallgatója lett, és ott 1965-ben Út- Vasút- Alagútépítő szakon szerzett mérnöki oklevelet. Az egyetem befejezése után a Magyar Államvasutaknál kapott munkát, ahol 2005. évi nyugdíjba vonulásáig különböző beosztásokban dolgozott. A Budapesti Műszaki Egyetemen 1971-ben alapozási szakmérnöki, 1988-ban vasútépítő és pályafenntartási szakmérnöki oklevelet szerzett, és 1992-ben egyetemi doktori tudományos fokozatot ért el.

### Családja
1967-ben nősült, felesége Vida Ilona. Egy gyermekük született, Csilla (1968).

### Eszperantó vonatkozású tevékenysége
Az eszperantó nyelvet egyetemi hallgatóként, 1961-ben ismerte meg. Munkába állása után bekapcsolódott a vasutas eszperantó mozgalomba. A miskolci Vörösmarty eszperantó szakkör alapító tagja lett. A Magyar Eszperantó Szövetség által szervezett nyelvvizsgákon 1970-ben „A”, 1975-ben „B” és 1977-ben „C” oklevelet szerzett. Ez utóbbi abban az időben az eszperantó nyelv oktatásához adott jogosultságot. 1985-ben vasúti szakmai anyaggal bővített felsőfokú állami nyelvvizsgát tett. Az eszperantó nyelvet 1970 óta oktatja. Előadásokat tartott az eszperantóról és eszperantóul is idehaza és külföldön. Több hazai rendezvény, kongresszusok, országos baráti találkozók szervezésében, lebonyolításában vett részt. Csoportos külföldi utazásokat szervezett az eszperantó nyelv alkalmazásával. Eszperantó nyelven megjelenő vasúti témájú írások magyar fordítását készíti és továbbítja azokat az érdeklődőkhöz.
Eszperantó szervezetekben tisztségeket is betöltve dolgozott.
- a miskolci Vörösmarty Vasutas Eszperantó Szakkörnek, majd az ebből 1994-ben alakult Vasutas Eszperantisták Miskolci Egyesületének vezetőségi tagja, majd elnöke lett
- a Magyar Eszperantó Szövetség Vasutas Szakosztály, majd az ennek utódaként létrejött Magyar Vasutas Eszperantó Egyesület elnökségében, ill. felügyelő bizottságában 1981 óta tevékenykedik
- a Magyar Eszperantó Szövetségnek 1969 óta tagja. A szövetség választmányának, ill. elnökségének 1981 és 2005 között volt a tagja, 1994 és 2005 között a szövetség alelnöke volt.
- az IFEF[1] szakmai szótárbizottságában 1991-1993 között a titkári feladatokat látta el, 1993-1997 között pedig a szövetség szakmai bizottságának vezetője volt.
- az UEA[2]-nak 1979 óta tagja és fakdelegitoja Miskolcon
- tagja az Eszperantista Pedagógusok Magyarországi Egyesületének (EPME) és 2003 óta az Eszperantista Építők Világszervezetének (TAKE)

#### Publikációi
Különböző témájú írásai főként a Hungara Fervojista Mondo (HFM) című vasutas szakmai folyóiratban jelentek meg. Ezek között voltak tájékoztatók különböző eszperantó eseményekről (kongresszusok, országos baráti találkozók, emlékünnepségek, koszorúzások stb.) 
Szakmai cikkei főként a vasúti pályához kapcsolódó szakterületet érintették. Ezek a teljesség igénye nélkül:
- El inter aktualaj taskoj de la Hungaraj Ŝtatfervojoj – A MÁV időszerű feladataiból HFM 1982/3
- Evoluo de Hungaraj Ŝtatfervojoj – A magyar Államvasutak fejlődése HFM 1983/4. (A 68. UEA kongresszuson elhangzott előadás szövege)
- Traceado de kurbaj trakoj – Íves vágányok kitűzése HFM 1984/1- HFM 1985/2
- Fervoja trako kaj medioprotektado – Vasúti vágány és környezetvédelem HFM 1985/1
- Nova Instrukciaro aperis – Új Utasítás jelent meg HFM 1985/3 (Utasítás a vasúti beton- és vasbeton hidak építésére)
- Hungara Normo pri la liberspaco – Magyar űrszelvény szabvány HFM 1987/2 és HFM 1987/3
- Kelkaj demandoj pri la movadgeometriode la relvojo – Néhány kérdés a vasúti pálya mozgásgeometriájáról HFM 1989/1
- MÁV bezonas novan trafikpolitikan koncepton – A MÁV-nak új közlekedéspolitikai koncepció kell. HFM 1990/4
- Renovigita stacidomo en Füzesabony – Felújított állomásépület Füzesabonyban HFM 1990/4
- Landa konferenco de la trakprizorga servo de Hungaraj Ŝtatfervojoj – A MÁV pályafenntartási szolgálatának országos konferenciája HFM 1990/4
- Novtipa pesilo por trafikveturiloj de MÁV – Új típusú mérleg a MÁV járművei számára HFM 1991/1
- Nova horaro – novaj trajnoj – Új menetrend – új vonatok HFM 1991/2
- Aktualaĵoj el la faka laboro de IFEF – Aktualitások az IFEF szakmai munkájából HFM 1994/2
- Nova ponto super rivero Tisza – Új híd a Tisza fölött HFM 1995/1
- La plej nova hungara fervojlinio estas projektata – Tervezik a legújabb magyar vasútvonalat HFM 1997/2
- Elektrizado de la fervojlinio Felsőzsolca-Hidasnémeti – A Felsőzsolca-Hidasnémeti vasútvonal villamosítása HFM 1998/1
- Problemo de Hungaraj Ŝtatfervojoj: la traknivelaj trapasejoj – A MÁV egyik problémája: a szintbeli átjárók. HFM 2000/1
- La kongresa fakprelego – A kongresszusi szakmai előadás HFM 2000/4 (Elhangzott az 52. IFEF kongresszuson)
- Streĉoj en la reloj – Feszültségek a sínekben HFM 2002/2
- Nova horaro – dekumitaj trajnoj – Új menetrend – megtizedelt vonatok HFM 2005/1
- Interligo de fervojaj sistemoj – Vasút rendszerek kölcsönös átjárhatósága HFM 2014/1-3
- Laboras la renoviga vagonaro de fervoja subkonstruaĵo inter Budapeŝto kaj Miskolc – Budapest és Miskolc között dolgozik a vasúti alépítmény átépítő vonat HFM 2015/3
- La ponto kiu vivis 90 jarojn – A híd mely 90 évig élt HFM 2018/1
- Elektrizado de linietapo Mezőzombor-Sátoraljaújhely – A Mezőzombor-Sátoraljaújhely vonalszakasz villamosítása HFM 2019/4

Más helyeken megjelent szakmai írásai:
- La evoluo de la hungara trafiko ĝis la 1100-jara datreveno de la patrujokupado – A magyar közlekedés fejlődése a honfoglalás 1100. évfordulójáig. Fervojista Fako de Hungaria Esperanto-Asocio – 1995. (A 47. IFEF kongresszus szakmai előadásának szövege)
- Kelkaj pensoj pri la interrilatoj de la geometriaj kaj movadaj karakterizaĵoj – Néhány gondolat a geometriai és mozgásjellemzők összefüggéséről IFEF Fervojfakaj Kajeroj 5. – 1996
- Fortoj efikantaj al fervoja surkonstruaĵo – A vasúti felépítményre ható erők IFEF Fervojfakaj Kajeroj 6.- 1997
- Kelkaj pensoj pri la ŝtalbetono – Néhány gondolat a vasbetonról Jarkolekto de TAKE – 2006
- La balasto – Az ágyazat[4] – 2009

#### Szótárszerkesztés
Dr. Szegedi Mihály irányítása alatt kezdett dolgozni az IFEF szakmai szótárbizottságának magyar szekciójában. A bizottság munkájának eredményeként az UIC vasúti szakszótár (Lexique General) IV. kiadásának megfelelő magyar- eszperantó és eszperantó-magyar szótár 1992. április 22.-én jelent meg. Közben az UIC már javában dolgozott az újabb kiadáson.
A magyar eredmények is hozzájárulhattak ahhoz, hogy 1991-ben az IFEF szótárbizottságának titkárául választották meg. Szervezet átalakítást követően 1993 és 1997 között a szakmai bizottság vezetője volt.
A szótár készítés terén az IFEF kereste az együttműködést az UIC-vel. A közöttük létrejött megállapodás alapján az 1996-ban már CD-n kiadott, több mint 15 ezer szakmai kifejezést tartalmazó új szótár 15 hivatalos nyelve között az eszperantó is szerepelt. Ehhez a Szövetség szótárbizottságának megfeszített munkájára volt szükség, mert a határidők rövidek voltak. A MESZ Vasutas szakosztály a MÁV támogatásával a CD alapján az összes hivatalos nyelven eszperantó – nemzeti nyelv és nemzeti nyelv – eszperantó szótárpárokat készített nyomtatott formában. Néhány külföldi vasutas eszperantista ezen az úton juthatott hozzá anyanyelvű szakmai szótárhoz.
Az Eszperantista Építők Világszervezetének (TAKE) 2003 óta tagja. A szervezet 2002-ben jelentetett meg egy szakmai szótárt, amelynek címe Terminaro de betono kaj de betonistaj laboroj – A beton és betonozási munkák szótára volt. A szótár nyelvei az eszperantó, angol, német és cseh voltak, és mintegy kétszázötven kifejezést tartalmazott.
Jó ötletnek tűnt, hogy a visegrádi országok együttműködésével, nyelveik bevonásával egy többnyelvű közös szótár készüljön el, ezért a szótár magyar fordítását elvégezte. Dr. Kovács Gábor a Magyar Mérnöki Kamara elnöke támogatta a gondolatot és a magyar fordítás szakmai és nyelvi felülvizsgálatára Dr. Kausay Tibor egyetemi tanárt kérte fel, aki a felkérésnek eleget tett és értékes észrevételeivel hozzájárult a magyar fordítás színvonalának emeléséhez. A visegrádi országok kamarái is mutattak érdeklődést a közös munka iránt és belekezdtek saját fordításaik elkészítésébe. Tisztújítást követően az új vezetés nem tekintette fontosnak a dolgot, így a megkezdett munka félbe maradt.

## Díjak, elismerések
- Pro Esperanto Memordiplomo – 2020
- Pro Esperanto oklevél és plakett – 1994
- Honorinsigno de HEA[5] – 1987

## Társasági tagság
- Magyar Hidrológiai Társaság – 2010
- Eszperantista Építők Világszervezete (TAKE) – 2003
- Sátoraljaújhelyi Diákok Baráti Köre (SDBK) – 1997
- Magyar Mérnöki Kamara – 1996
- Vasutas Eszperantisták Miskolci Egyesülete (VEME) – 1994
- Magyar Vasutas Eszperantó Egyesület (MVEE) – 1994
- Eszperantó Világszövetség – 1979
- Nemzetközi Vasutas Eszperantó Szövetség (IFEF) – 1979
- Közlekedéstudományi Egyesület – 1972
- Magyarországi Eszperantó Szövetség (MESZ) – 1969
- Eszperantista Pedagógusok Magyarországi Egyesülete (EPME)